# Mario Monje Molina
Mario Monje Molina   (Irupana, 29 de març de 1929 - Moscou, 15 de gener de 2019) fou un polític bolivià, cofundador i secretari general del Partit Comunista de Bolívia entre 1967 i 1970. L'any 1966 tingué un paper destacat a la guerra de guerrilles a Bolívia, que finalitzà amb la mort del Che Guevara.

## Biografia
L'any 1950 fou un dels fundadors del Partit Comunista de Bolívia (PCB) i, disset anys més tard, n'esdevingué el secretari general durant tres anys. Fou el responsable de portar el partit cap a posicions prosoviètiques, especialment quan l'any 1964 sorgí una petita divisió maoista del partit (PCB-ML). L'abril de 1965, al 7è Congrés del PCB, dirigit per Monje, es ratificaren les tesis polítiques de "tranquil camí al Poder".
Des de la victòria de la Revolució cubana a mitjans de la dècada de 1960, el PCB, sota la direcció de Mario Monjes, tingué un paper ambigu intentant exportar el seu propi model de lluita armada a d'altres països d'Amèrica Llatina. Monje havia, així com una dotzena d'altres PCB membres des de l'abril de 1966 a Cuba per a l'entrenament militar, no obstant això, així com d'altres en contra del projecte per una guerra de guerrilles activa Revolució a Bolívia, el lideratge de la Unió Soviètica fermament rebutjada. Per tant, era la Posició Monjes i el partit Comunista en relació amb les activitats de la Guevara-led grup guerriller Ejército de Liberación Nacional des de molts costats de la qüestió. Arran de la polèmica, es va unir Monje a principis de 1967 del seu càrrec com a Secretari General del partit Comunista, el seu successor va ser Jorge Kolle, germà del cap de l'estat major de la força aèria.
Entre 1968 i 1970 fou detingut, un cop més, per la seva activitat política. L'any 1971, com a secretari provincial del seu partit, estigué a punt de tornar a estar detingut si no fos per l'asil polític sol·licitat a la Unió Soviètica, que li fou concedit. Des d'aleshores, visqué a Moscou, on treballà a l'Institut d'Amèrica Llatina de l'Acadèmia de les Ciències de la URSS.

### Polèmica amb Guevara a la guerra de guerrilles a Bolívia
Segons el Pla original, que també havia estat Cubà combatents, a Cuba, ha explicat, va ser establert en el relatiu Aïllament de les muntanyes de Bolívia, un programa de formació regional de base per a la guerrilla des de Bolívia, Perú, Brasil i Argentina. Monje es va allunyar de la guerra mateixa, i no a Bolívia, però a l'Argentina o Perú led ha de ser. El Bolivià Comunistes van ser més ben organitzat que els Argentins i Peruans Companys. Monje va ser exacta en contrast amb Guevara, però, sobretot, com un polític de manera democràtica per arribar a Poder volia, i no com un guerrer. Monje va ser en contra de l'ús de l'instrumental es va establir la infraestructura del PCB per a una revolució violenta guerra. Segons Guevara Pla hauria Monje urbà subterrani de lluita, mentre que la Cuba-format PCB membres, juntament amb els seus internacional companys en dues regions muntanyoses del país, cada un té una obertura Davantera.
El 31 de desembre de 1966 trobar a la de fa unes setmanes per un temporal de guerrilla base, es va convertir en una granja pel riu Ñancahuazú, el Monje amb Cubà fons rebuts comprat tenia, una Reunió amb Guevara. Aquest va ser Monje clar que no podia acceptar que la Guevara paper dels líders polítics de la Revolució Boliviana per Guevara per si mateix, reservat el paper dels caps militars de la subordinada ha de ser. Va preparat, el lideratge del seu propi partit a dimitir, no, no obstant això, el suport que la Revolució a Bolívia, en mans d'un estranger a comandant en cap de sol. Guevara, al seu torn, no estava disposat a utilitzar la seva autoritat en un Bolivià alt comandament, de manera que l'esperat per a humans i infra-estructura de suport de la PCB no es va materialitzar. Aquest va ser el darrer contacte entre els dos homes. El Comitè Central de la PCB va ser en una carta de l ' 11. Gener de 1967, Fidel Castro és clar que la Revolució Boliviana i la lluita armada dels Bolivians planificat i dirigit són necessaris. a Pesar de l'oposició de la direcció del partit implicades al voltant de vint PCB-membres de la guerra de guerrilles, la majoria dels quals van morir en acció. Després de la cancel·lació de la PCB va tenir Ernesto Guevara contacte amb el Pro-Xinesos de PCB-ML a Moisés Guevara, la guerrilla de Març amb una dotzena de Companys i de manera espontània va reclutar Voluntaris unir-se.

### Crítica
En mitjans de comunicació cubans, com ara EcuRed, Monje és considerat un "traïdor". A la introducció d'El Diario del Che en Bolivia, publicat l'any 1968, Fidel Castro acusà Monje de "fracassar en garantir a Guevara res més que desagradables, ridícules i indesitjades reclamacions" volent així, sense tenir cap experiència en guerra de guerrilles, "disputar el lideratge polític i militar del moviment a Bolívia". Monje no cumplí amb els compromisos de donar suport a la guerrilla, però "arronsà els braços en el moment d'acció" i boicotejà el moviment interceptant comunistes bel·ligerants a La Paz. Castro el seguí denigrant titllant-lo com un "líder incompetent, hipòcrita i esquemàtic" que impedí el desenvolupament de combatents revolucionaris. Aleida March, vídua de Che Guevara, l'acusà de ser el responsable de la mort del seu marit.
L'any 1968, Monje encara recordà, així com el seu successor Jorge Kolle en posteriors declaracions, que cap bolivià convidà a Guevara, i que decidí actuar a Bolívia pel seu propi compte amb els seus plans de guerra. A més a més, durant la primavera de 1967, Monje advertí de la manca d'esperança de l'estratègia militar de Guevara i reclamà als cubans la urgent necessitat de socorre'ls amb l'enviament d'un escamot d'alliberament, del qual no rebé resposta de l'Havana.